# Alocolytoceras
Alocolytoceras – rodzaj głowonogów z podgromady amonitów.
Żył w okresie jury (toark).